# Електротравма
Електротра́вма — травма, що виникає при дії електричного струму на організм. 
Дія струму відбувається, при контакті (наприклад, дотик) з неізольованими електрообладнанням (наприклад, електроди), увімкнених у мережу, або при ураженні блискавкою, внаслідок чого в організмі людини відбуваються тяжкі місцеві та загальні зміни, які можуть спричиняти смерть.

## Причини
Постійне збільшення кількості джерел електроенергії, пов'язане з розвитком науково-технічного прогресу, безумовно, підвищує рівень комфортності життя, але в той же час обумовлює стабільність частоти виникнення електротравм і електроопіків. Розрізняють ураження технічною і атмосферною електрикою. Не вивчені дуже рідко фіксовані ураження електричними розрядами, що продуковані спеціальними органами деяких видів морських тварин. Ураження технічною електрикою майже завжди відбувається при безпосередньому контакті з провідником електричного струму. Рідко людина може бути уражена електричним струмом високої напруги без дотику до провідника, через дуговий контакт на близькій відстані від провідника.

## Види
Класифікація електротравм за важкістю:
- I ступінь — часткові судоми;
- II ступінь — загальна судома, що не спричиняє за собою стан прострації після відключення струму;
- III ступінь — тяжка прострація і неможливість деякий час рухатися і після відключення струму, з втратою свідомості або без неї;
- IV ступінь — миттєва смерть або смерть з попередньою прострацією.

Існує і така класифікація:
1. легка електротравма — судомне скорочення м'язів без втрати свідомості;
2. електротравма середньої важкості — судомне скорочення м'язів і втрата свідомості, ЕКГ в нормі;
3. тяжка електротравма — втрата свідомості і порушення серцевої і дихальної діяльності;
4. украй тяжка електротравма — клінічна смерть.

## Симптоми
Хворий миттєво втрачає свідомість, відмічається судомне скорочення м'язів, зупинка дихання, різкий розлад серцевої діяльності.
Якщо ураження не призвело до моментальної загибелі та через деякий час свідомість постраждалого відновилася, то в нього визначається головний біль, сонливість, загальна слабкість, млявість, пронос. Місцево відмічаються сліди опіку у вигляді жовтувато-бурих плям та смуг.
Електричні травми являють собою чітко виражені місцеві пошкодження тканин організму, викликані впливом електричного струму або електричної дуги. Зазвичай це ураження шкіри, рідше — інших м'яких тканин, а також зв'язок і кісток. У більшості випадків електротравми виліковуються і працездатність потерпілого відновлюється повністю або частково. В окремих випадках, зазвичай при тяжких опіках, травми можуть призвести до загибелі людини.
Розрізняють такі електричні травми: електричні опіки, електричні знаки, металізація шкіри, електроофтальмія.

## Невідкладна допомога
У першу чергу, якщо потерпілий перебуває під дією електричного струму, вказаний вплив необхідно припинити. Коли є можливість, необхідно розімкнути електричний ланцюг за допомогою переривника ланцюга або вимикача, або висмикнути вилку з штепсельної розетки. Якщо це з якоїсь причини зробити неможливо, треба віддалити джерело струму від потерпілого, використовуючи ізолюючі предмети, наприклад, суху дерев'яну палицю, одяг, мотузок, шкіряні або гумові рукавички та інше. Після звільнення постраждалого від дії струму приступають до надання першої допомоги.
Перша допомога: необхідно швидко відімкнути струм та негайно розпочати непрямий масаж серця та штучну вентиляцію легень, які слід проводити упродовж тривалого часу (декілька десятків хвилин), до: прибуття медиків, повного відновлення самостійних та глибоких дихальних рухів грудної клітки.
Постраждалого на тривалий час госпіталізуюють і проводять симптоматичне лікування.